# Mark Hurst (cầu thủ bóng đá)
Mark Patrick Hurst (sinh ngày 18 tháng 2 năm 1985) là một cựu cầu thủ bóng đá chuyên nghiệp người Anh thi đấu ở Football League cho Mansfield Town.